# Кузнецкий (угольный разрез)
Разрез «Кузне́цкий» (каз. Кузнецкий көмір кеніші) — казахстанское угледобывающее предприятие. Разрабатывается одноимённой компанией. Разрез расположен в Бухар-Жырауском районе Карагандинской области, в 35 километрах к востоку от города Караганды. Входит в десятку крупнейших угледобывающих компаний Казахстана.

## Описание и деятельность
Верхнесокурская группа месторождений бурого угля расположена к востоку от города Караганды и является восточным крылом Карагандинского угольного бассейна. Во времена СССР, в районе сёл Тогызкудук (совхоз «Кузнецкий») и Кумыскудук, на базе месторождения планировалось создание Верхнесокурского топливно-энергетического комплекса (ТЭК). Предусматривалась закладка двух угольных разрезов мощностью 5 млн и 8 млн тонн угля, обогатительной фабрики для производства топлива и, в перспективе, электростанции мощностью 3 000 МВт, что сделало бы её второй по мощности в современном Казахстане после Экибастузской ГРЭС-1 (мощность 4 000 МВт).
Балансовые запасы угля участка «Кузнецкий» составляют 441 миллион тонн, забалансовые — 1,5 млрд тонн. Добывается бурый уголь марки Б-3. Зольность угля — 12,71-18 %, низшая теплота сгорания — 4600-4930 ккал/кг, влага — 16,56 %. Объём добычи составляет около 1 миллиона тонн.
Вывоз угля осуществляется автосамосвалами на железнодорожную станцию Ботакара, а также в город Караганду через село Доскей. Интенсивное грузовое движение вызывает постепенное разрушение дорог и жилых домов в селе.
В 2014 году велись переговоры о поставках угля на Бишкекскую ТЭЦ (Киргизия) через ТОО «Жезказган Энергосбыт».

## Перспективы
Имеются проекты по строительству тепловой электростанции мощностью 900 МВт на базе Кузнецкого угольного разреза. Стоимость проекта на 2012 год оценивалась в 150 млрд тенге. Также, на базе углей Верхнесокурского (ТОО «Разрез „Кузнецкий“») и Шубаркольского месторождений (ТОО «СП „Арбат“») совместно с китайской компанией «Цинхуа» (англ. China Qinghua Group) планируется построить завод по переработке угля и производству из него синтетического дизельного топлива класса Евро-5.